# Ponte del Cappello
Il Ponte del Cappello è un antico ponte a schiena d'asino collocato sulla sinistra nella strada provinciale 24 della Valle Brembilla, all’imbocco della suddetta valle, dopo un centinaio di metri dall’incrocio con la strada statale 470 della Valle Brembana, all’altezza dei Ponti di Sedrina. Il ponte attraversa il torrente Brembilla e collega le sponde del comune di Val Brembilla e di Ubiale.

## Origine del nome
Il nome del ponte Cappello probabilmente deriva, come ipotizza il professor Giuseppe Pesenti dalla famiglia Capelli, una delle ultime che abitò fino alla fine degli anni ’50 nella casa adiacente al ponte, detta casa “DEL NEGRO”. Perciò si tratta di un appellativo non antico, perché in una mappa napoleonica del 1812 il ponte viene riportato con il nome di “Ponte di Ubiale”.

## La costruzione
La datazione del ponte al periodo medievale non è documentata da fonti certe e un tentativo di rintracciarne le origini si deve alle ricerche di monsignor Giulio Gabanelli e del professor Giuseppe Pesenti svolte sugli archivi di pertinenza territoriale. Il professor Pesenti ipotizza che il ponte fosse stato costruito attorno al 1235, contemporaneamente al ponte chiamato Attone a Clanezzo, e servisse alla Corte di Lemine per collegare il suo territorio di dominio passando per il paese di Ubiale, attraversando il torrente Brembilla per proseguire con una mulattiera detta Via Meneghina o Strada Taverna che si inerpicava sul versante orografico sinistro del fiume Brembo con diramazioni che conducevano nelle contrade della Valle Brembana.
Non sembra invece collegabile al ponte detto Cappello l’attestazione documentaria di un altro antico ponte, risalente al 1304, in quanto la descrizione molto accurata ne indica la collocazione sul fiume Brembo, in corrispondenza dell’abitato di Sedrina.

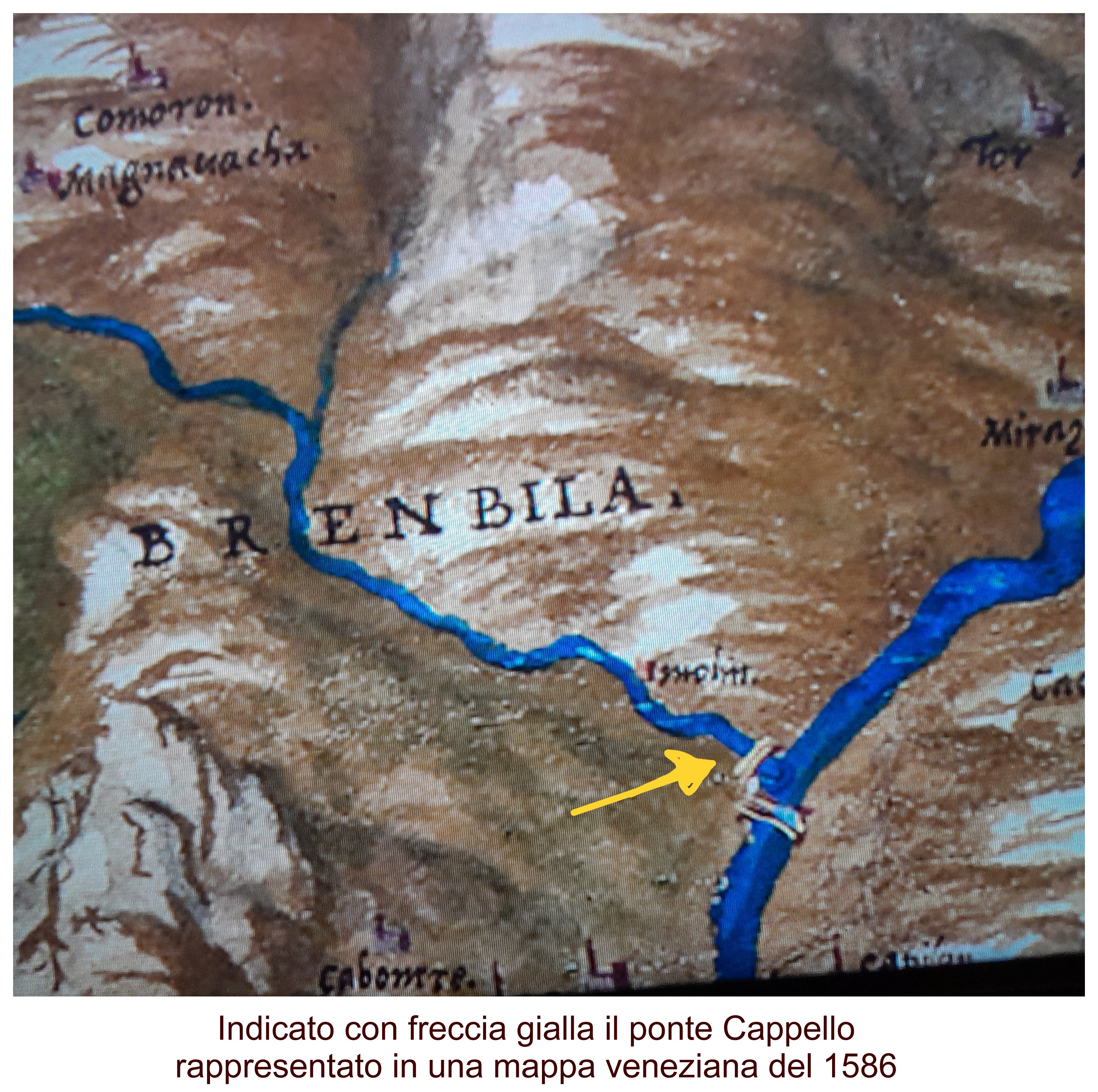
Mappa veneziana del 1586

La datazione sull’epoca della costruzione del ponte viene confermata sia in una mappa veneziana del 1586 della provincia di Bergamo, rappresentata dall’effigie di un ponte che attraversa il torrente Brembilla, sia dal volto di un leone con criniera scolpito sulla pietra incastonata nel contrafforte o spalla del ponte, sul versante orografico destro, simbolo chiaramente attribuibile alla Serenissima Repubblica di Venezia che dominò il territorio bergamasco dal 1428 fino al 1797.
Probabilmente in origine la pietra era inserita sulla sommità centrale del parapetto, ma dopo il crollo del ponte avvenuto nel 1795 a causa di una violenta inondazione, fu riutilizzata nella ricostruzione ma collocata in una posizione meno evidente, come segnale di declassamento della sua importanza, dato che il ponte venne rifatto in epoca napoleonica, relegando il simbolo della Serenissima ai margini della struttura in segno di disprezzo.

## La ricostruzione
Le vicende relative alla ricostruzione del ponte vengono descritte dettagliatamente negli atti del notaio Bortolo Luigi Bonetti di Zogno. Il 23 giugno del 1796 fu firmato un contratto tra il comune di Ubiale e il costruttore Agostino Regazzoni per la riedificazione del ponte su progetto dal cittadino capo Moroni.
L’avvio dei lavori subì un discreto ritardo, probabilmente imputabile alla travagliata transizione dei poteri avvenuta nel 1797 tra la Serenissima Repubblica di Venezia e il neonato impero napoleonico, al punto che il 12 dicembre del 1800 alcuni rappresentanti del comune di Ubiale sollecitarono l’impresa Regazzoni a iniziare la costruzione del ponte con la spesa prevista di 800 lire, comprensive le 200 lire per acquisto del suolo per le fondamenta da palificare.
Ma l’esecuzione dei lavori ebbe dei rallentamenti a causa di contenziosi tra il costruttore Regazzoni e il comune di Ubiale per delle presunte inadempienze contrattuali, che entrambi i soggetti si attribuivano; il comune di Ubiale proponeva di corrispondere la somma pattuita di 800 lire in due rate, la prima a metà dei lavori e la rimanente alla conclusione, mentre il Regazzoni contestava il contratto e proponeva di ricevere un terzo del compenso a inizio lavori, un secondo terzo a metà esecuzione e il saldo finale a lavoro terminato: Questa offerta fu accettata dal sindaco Alberghetti e dall’assessore Rota entrambi di Ubiale. Nel frattempo l’impresa costruttrice Regazzoni si incaricò di costruire e mantenere una “brevia” cioè una passerella provvisoria. 
Un ulteriore intoppo nella costruzione del ponte fu la morte improvvisa di don Giacomo Lazzaroni, arbitro del contratto, che fu sostituito dal capomastro Pietro Cortinovis.
Il 10 settembre 1801, in sede Ponti di Sedrina, il sindaco Alberghetti e l’assessore Rota di Ubiale, assistiti da don Giuseppe Damiani, stipularono un nuovo accordo con l’impresario Regazzoni e Giovanni Cittadini Pieggio di allungare il ponte verso il comune di Ubiale di altre 5 braccia che si aggiunsero alle 25 braccia del primo progetto, per un totale di 30 braccia dell’arco della struttura, a cui va aggiunto un’alzata di un braccio. La data di inizio lavori fu fissata nel marzo 1802 e nel settembre dello stesso anno la sospirata conclusione.
Per tale modifica e per il completamento dell’opera il Regazzoni richiese la somma ulteriore di 450 lire, ma il comune di Ubiale rescisse il contratto, assumendosi l’onere della costruzione del ponte. Le parti in conflitto vennero convocate a Zogno il primo marzo 1802, e convennero a un nuovo contratto con i costruttori Regazzoni che si impegnano a rimborsare un totale di lire 1550 al comune di Ubiale e ai suoi rappresentanti, dilazionando la somma in diverse rate: la prima di lire 260 il giorno stesso giorno della firma del recesso, la seconda di lire 515 entro 15 giorni e la restante di lire 775 da versare entro il successivo mese d’agosto del 1802.

## Leggende e curiosità

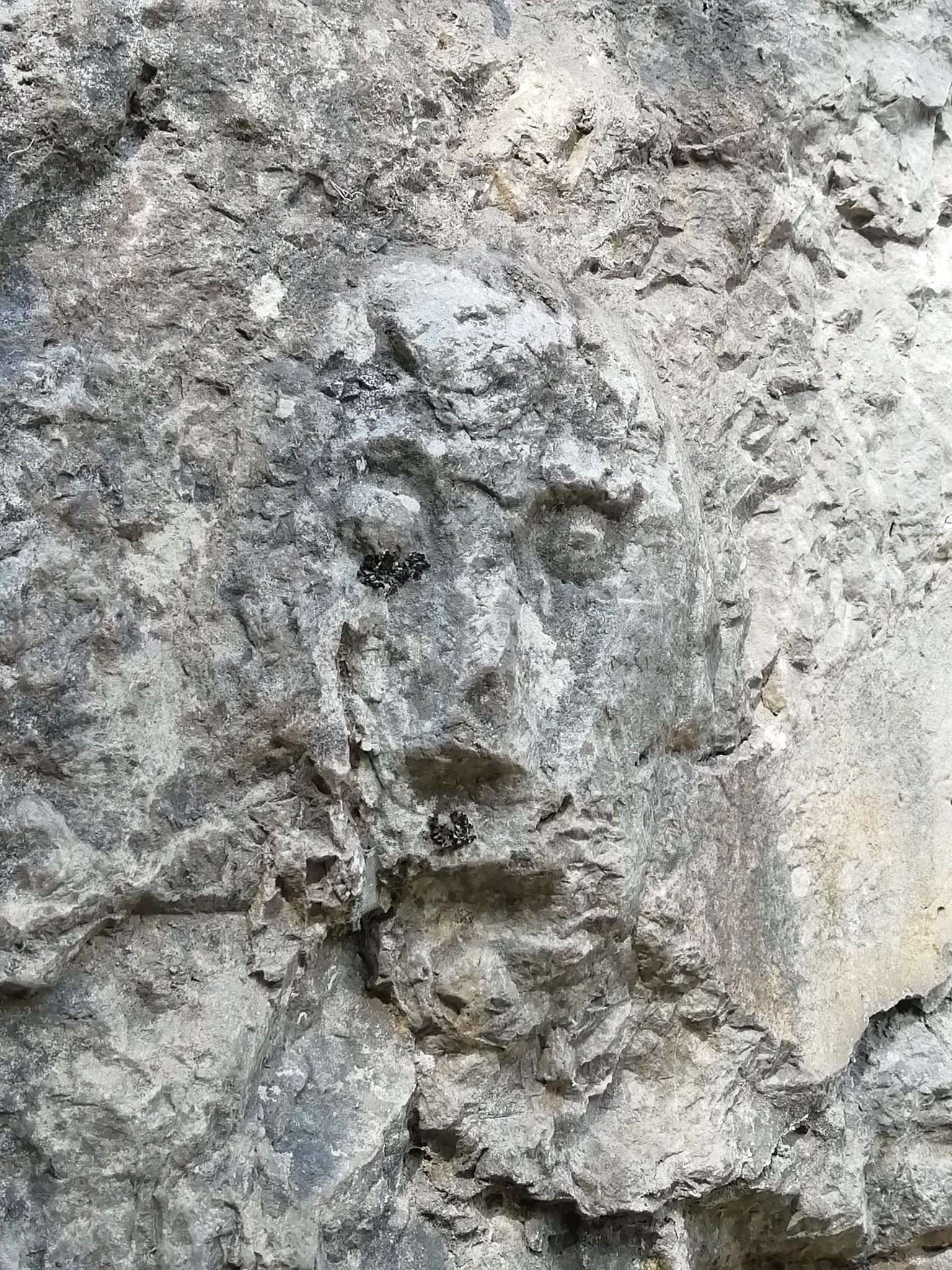
La faccia scolpita nella roccia situata alla base del ponte

Una delle leggende più conosciute sul ponte detto "Capel" riguarda l’incisione del volto-leone su una pietra sul contrafforte del ponte, sulla sponda del comune di Ubiale. In passato, gli abitanti in prossimità al ponte, per ottenere ubbidienza dai bambini più capricciosi, li minacciava di portarli al cospetto della "brutta faccia" sul ponte, che destava in loro un certo timore.
Per quanto riguarda invece la famiglia Capelli, che abitò per ultimo la casa del Negro fino agli anni Cinquanta, pare che aleggiassero delle maldicenze, riguardanti soprattutto il capofamiglia, Giovanni Capelli, soprannominato “Ol Lira”, descritto come personaggio poco raccomandabile e molesto con chi abitava nei paraggi.
A circa 200 metri dal ponte in direzione del paese di Brembilla, vi era l’antico mulino Gallone, già documentato nel 1700 e presente nella mappa napoleonica del comune di Brembilla, di cui no sono rimasti neppure i ruderi. L’ipotesi più verosimile di questa scultura sul ponte, viene attribuita al prof. Giuseppe PESENTI di Zogno, appassionato della storia della Valle Brembana, che sul volume n° 12 dei Quaderni Brembani alla pagina 122, pubblicò un articolo sulla storia del Ponte detto Cappello.